# United States Sanitary Commission
Die United States Sanitary Commission (USSC) war eine von 1861 bis 1866 bestehende Einrichtung der Regierung der Vereinigten Staaten, welche die Hilfsaktivitäten von Freiwilligen während des amerikanischen Bürgerkrieges unterstützte und koordinierte. Den Anstoß für die Gründung gab ein Treffen von Frauen aus einflussreichen und wohlhabenden Familien der amerikanischen Gesellschaft sowie von Mitgliedern verschiedener bereits bestehender Hilfsorganisationen in New York im April 1861. Die offizielle Gründung erfolgte nach der Unterzeichnung eines entsprechenden Gesetzes am 18. Juni des gleichen Jahres durch den damaligen Präsidenten Abraham Lincoln. Dieser war zu diesem Zeitpunkt allerdings nicht vom Nutzen einer solchen Einrichtung überzeugt und nannte sie das „fünfte Rad am Wagen“. 

## Organisation und Entwicklung

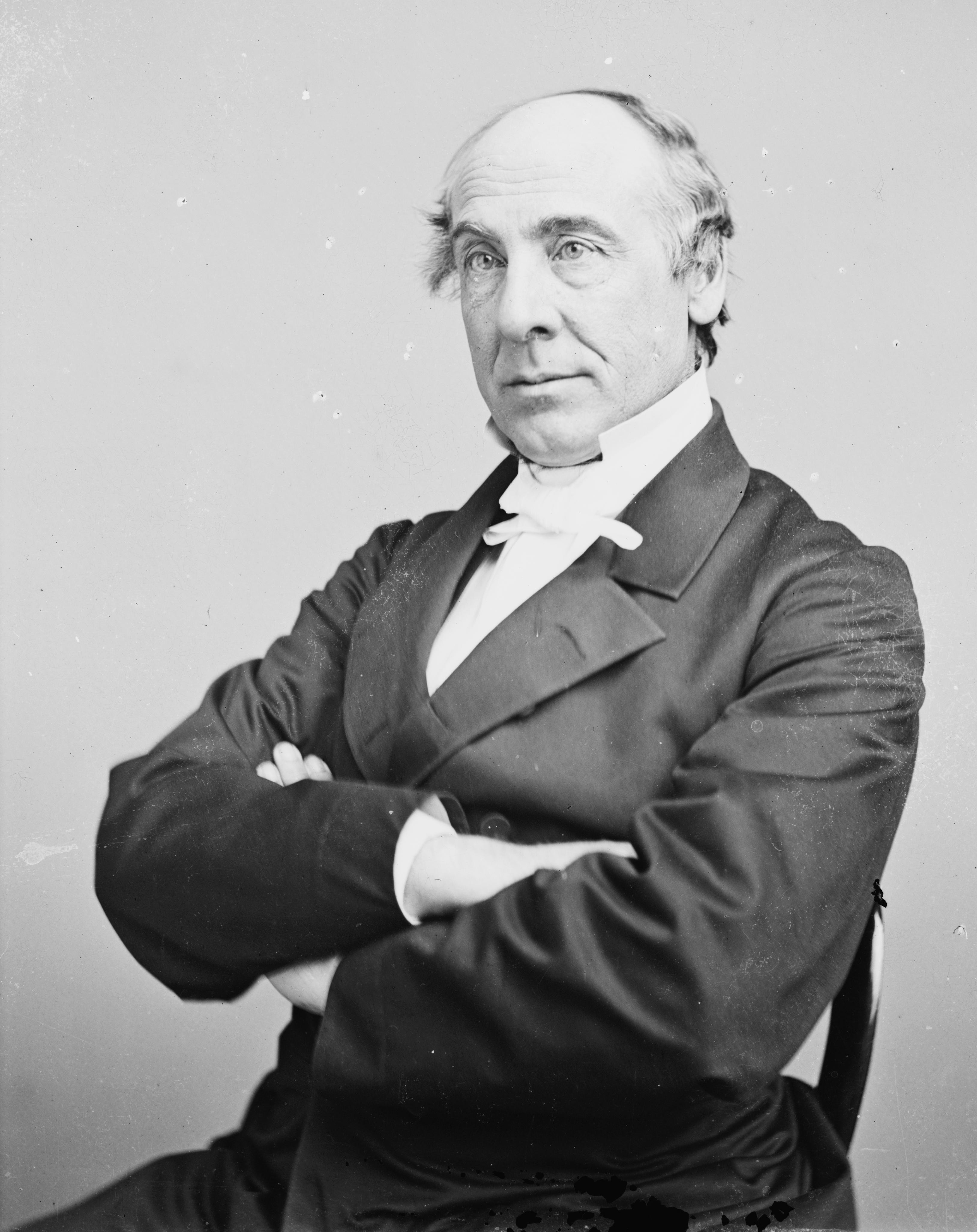
Henry Whitney Bellows, Präsident der USSC

Zum Präsidenten der United States Sanitary Commission wurde nach ihrer Gründung Henry Whitney Bellows ernannt, Frederick Law Olmsted fungierte als Generalsekretär. Die USSC gliederte sich in die Bereiche Preventive Service (Präventive Maßnahmen), General Relief (Allgemeine Hilfe) und Special Relief (Spezielle Hilfe). Ihre  Arbeit stieß zunächst auf Skepsis, Ignoranz und Ablehnung sowohl von Seiten der Regierung als auch bei der Armee und bei den im Krieg tätigen Ärzten. Dies lag zum großen Teil an der Tatsache, dass für die USSC vorwiegend Frauen tätig waren, die sich landesweit in tausenden von lokalen Frauenhilfsgesellschaften organisierten. Trotz ihres offiziellen Charakters blieb eine finanzielle Unterstützung durch die Regierung nahezu vollständig aus, doch gelang es dem Schatzmeister George Templeton Strong, Zeit des Krieges private Geldspenden in Höhe von rund fünf Millionen Dollar einzuwerben.
Nach dem Ende des Krieges unterstützte die USSC Kriegsveteranen bei der Heimkehr und bei der Durchsetzung finanzieller Ansprüche. Im Mai 1866 wurde die United States Sanitary Commission aufgelöst. Das zu diesem Zeitpunkt bestehende Vermögen wurde vollständig zum Erwerb von Staatsanleihen verwendet, aus deren Zinserträgen Kriegsveteranen und deren Familien unterstützt wurden. Es wird geschätzt, dass die USSC bis zu ihrer Auflösung Bargeld- und Sachspenden im Gesamtwert von rund 20 bis 25 Millionen Dollar gesammelt hatte, und dass durch ihre Tätigkeit die Erkrankungsrate in der Armee der Nordstaaten um die Hälfte sank.

## Aktivitäten

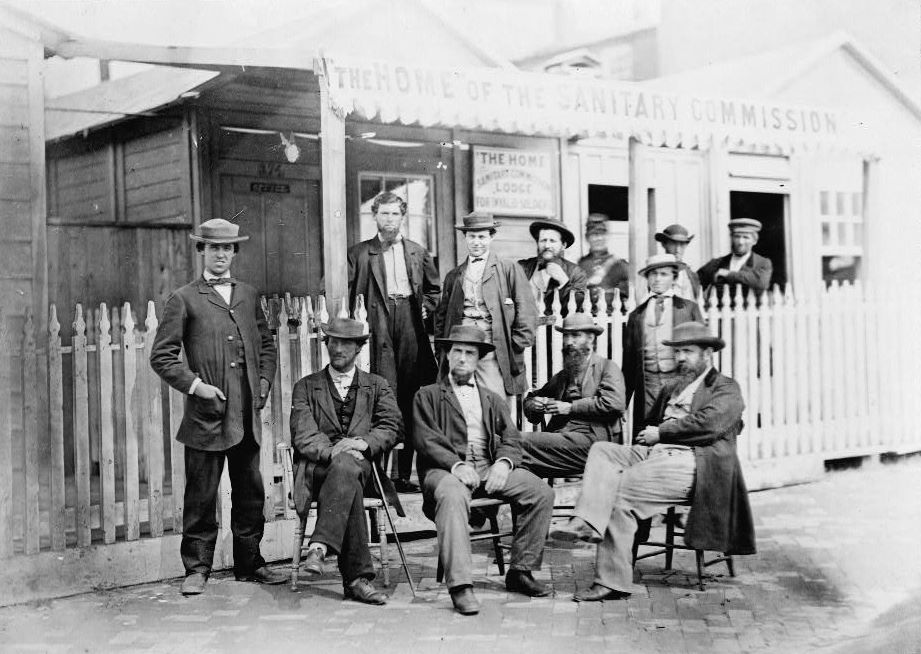
Sanitary Commission Lodge, Washington, D.C. um 1865

Die Arbeit der USSC bestand vor allem aus Spendensammlungen, oft durch den Verkauf von selbst hergestellten handwerklichen Gütern und Backwaren auf sogenannten Sanitary Fairs, dem Betrieb von Feldküchen, der Herstellung und Verteilung von Verbandsmaterial sowie Socken, Handschuhen und anderen Kleidungsstücken, und der Arbeit als Krankenschwestern auf den Schlachtfeldern und in den Lazaretten. Die Hilfskräfte der USSC inspizierten darüber hinaus die Lebens- und Arbeitsbedingungen in den Hospitälern und koordinierten die Anwerbung und Einstellung von qualifiziertem Hilfspersonal. Den beteiligten Frauen ermöglichte die Arbeit für die USSC, Erfahrungen im Bereich administrativer Tätigkeiten zu sammeln, die ihnen nach dem Ende des Krieges beim Einstieg in berufliche Tätigkeiten im Wirtschafts- und Regierungssektor von Vorteil waren. Die Arbeit der USSC hatte damit auch über den Krieg hinausreichende Auswirkungen auf die Auffassungen zur Rolle der Frauen in der amerikanischen Gesellschaft.
Trotz ihrer schnellen Ausbreitung, der weitreichenden Unterstützung auf lokaler Ebene und ihrer Erfolge gab es auch Widerstände gegen die USSC und Kritik an ihrer Arbeit. Einige lokale Hilfsorganisationen bestanden auf ihrer Selbstständigkeit sowie auf Hilfsaktionen vor Ort und widersetzten sich damit Bestrebungen der USSC zur Eingliederung in deren Tätigkeit. Insbesondere bei der Organisation der Versorgung der Soldaten wurde von Seiten der USSC jedoch eine Sammlung und Verteilung der Hilfsgüter auf nationaler Ebene favorisiert, um so weit wie möglich eine Gleichbehandlung aller Truppenteile zu erreichen. Darüber hinaus stieß die Praxis der USSC, nur ausgebildete Pflegekräfte zum Hilfseinsatz zuzulassen, auf Kritik, da einige lokale Hilfsorganisationen sowie ein Teil der Bevölkerung der Meinung waren, dass die Familienmitglieder der Soldaten besser für die Hilfe geeignet wären. Die Christian Commission, eine landesweit tätige christliche Hilfsorganisation, forderte die Verteilung von religiösen Schriften zusammen mit Hilfsgütern. Die Ablehnung dieser Forderung durch die USSC führte zu Konflikten mit der Christian Commission.